# 雷加利亚公寓
雷加利亚公寓，是阿联酋迪拜的一座摩天大楼，高331公尺、70層樓，於2021年動工、预计于2025年完工，建成后为迪拜前30高摩天大楼。